# Daihatsu Compagno
Daihatsu Compagno – kompaktowy samochód osobowy produkowany przez japońską firmę Daihatsu w latach 1964-1970. Dostępny jako 4-drzwiowy sedan lub 2-drzwiowy kabriolet. Do napędu używano silników R4 o pojemnościach 0,8 i 1,0 litra. Moc przenoszona była na oś tylną poprzez 4-biegową manualną skrzynię biegów.

## Dane techniczne ('66 0.8)

### Silnik
- R4 0,8 l (797 cm³), 2 zawory na cylinder, OHV
- Układ zasilania: gaźnik
- Średnica cylindra × skok tłoka: 62,00 mm × 66,00 mm
- Stopień sprężania: 8,0:1
- Moc maksymalna: 42 KM (31 kW) przy 5000 obr./min
- Maksymalny moment obrotowy: 64 N•m przy 3600 obr./min

### Osiągi
- Przyspieszenie 0-100 km/h: b/d
- Prędkość maksymalna: 109 km/h

## Dane techniczne ('66 1.0)

### Silnik
- R4 1,0 l (958 cm³), 2 zawory na cylinder, OHV
- Układ zasilania: gaźnik
- Średnica cylindra × skok tłoka: 68,00 mm × 66,00 mm
- Stopień sprężania: 9,0:1
- Moc maksymalna: 56 KM (41 kW)
- Maksymalny moment obrotowy: b/d

### Osiągi
- Przyspieszenie 0-100 km/h: b/d
- Prędkość maksymalna: 129 km/h